# Johann Baptist Moroder
Johann Baptist Moroder-Lusenberg (* 20. Februar 1870 in St. Ulrich in Gröden, Österreich-Ungarn; † 24. Mai 1932, St. Ulrich in Gröden, Italien), auch Batista de Trinadianesch genannt, war ein Bildhauer in Südtirol. Seine Skulpturen, meist sakraler Natur, sind durch lebens- und überlebensgroße Dimensionen charakterisiert.

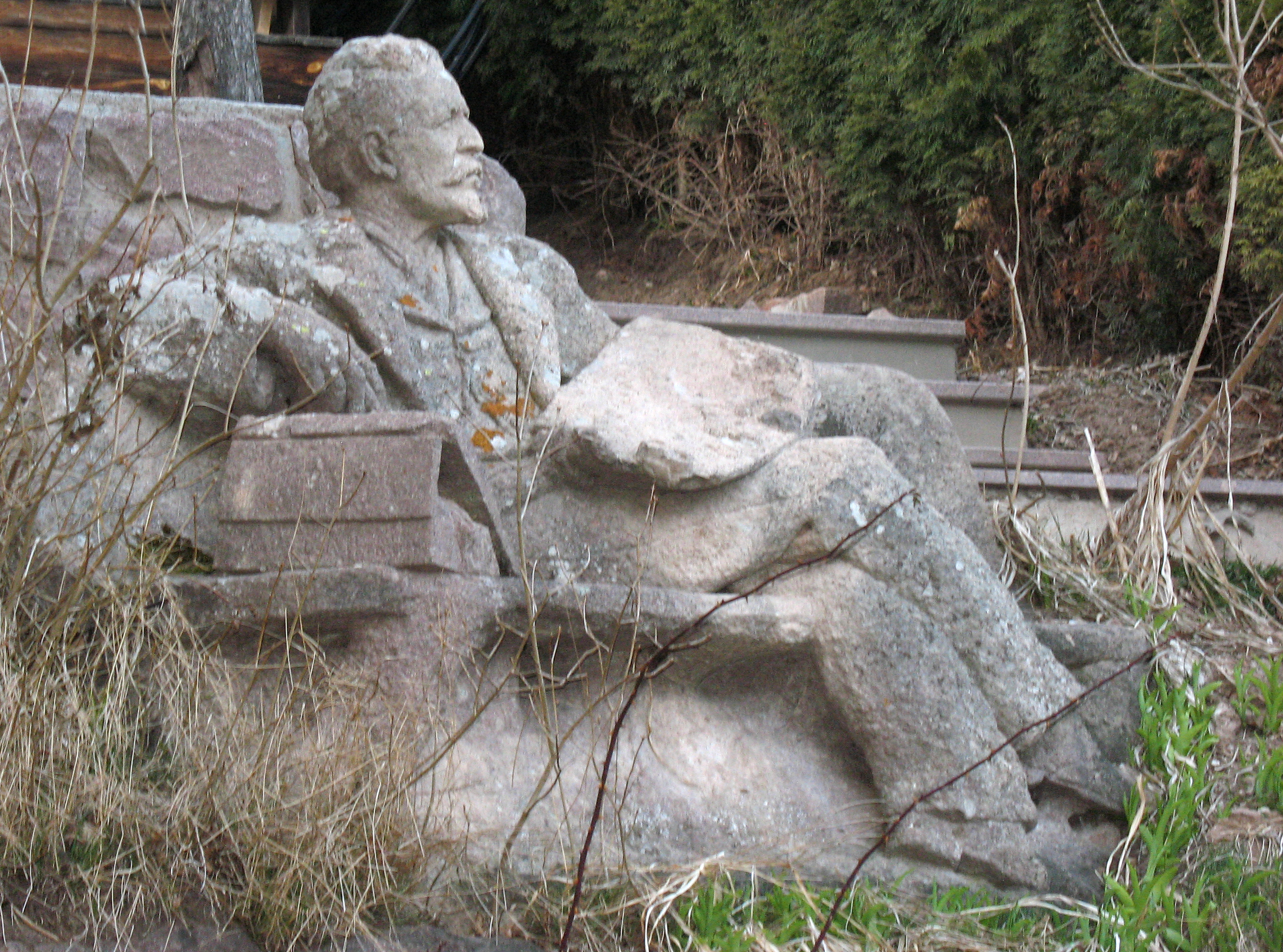
Denkmal des Malers Josef Moroder Lusenberg, des Künstlers Vater, im Garten der Villa Sonnenburg in St. Ulrich

## Leben
Moroder wurde als erster Sohn des Malers Josef Moroder Lusenberg und dessen erster Frau Annamaria Sanoner-Mauritz auf dem Hof Lusenberg-Jumbierch in St. Ulrich geboren. Im Alter von 14 Jahren begann er die Bildhauerausbildung als Lehrling in der Werkstatt seines Vaters zu Lusenberg. Von 1886 bis 1888 genoss er die weitere Ausbildung in der Werkstatt des Franz Tavella in St. Ulrich wie sein Vetter Rudolf Moroder-Lenert und Ludwig Moroder. 1887 hatte er nebenbei eine Sonderausbildung bei dem damaligen Fachschuldirektor in St. Ulrich, Prof. Franz Haider. 1895 heiratete er Katharina Bernardi de Ianesc (Trina de Ianesc genannt), während der Ehe wurden 11 Kinder geboren. Zwischen 1910 und 1918 unterrichtete er an der Kunstschule in St. Ulrich die Fächer Modellieren und Zeichnen. Einer seiner Lehrlinge und Gesellen war Johann Baptist Enrich.

## Werke (Auswahl)

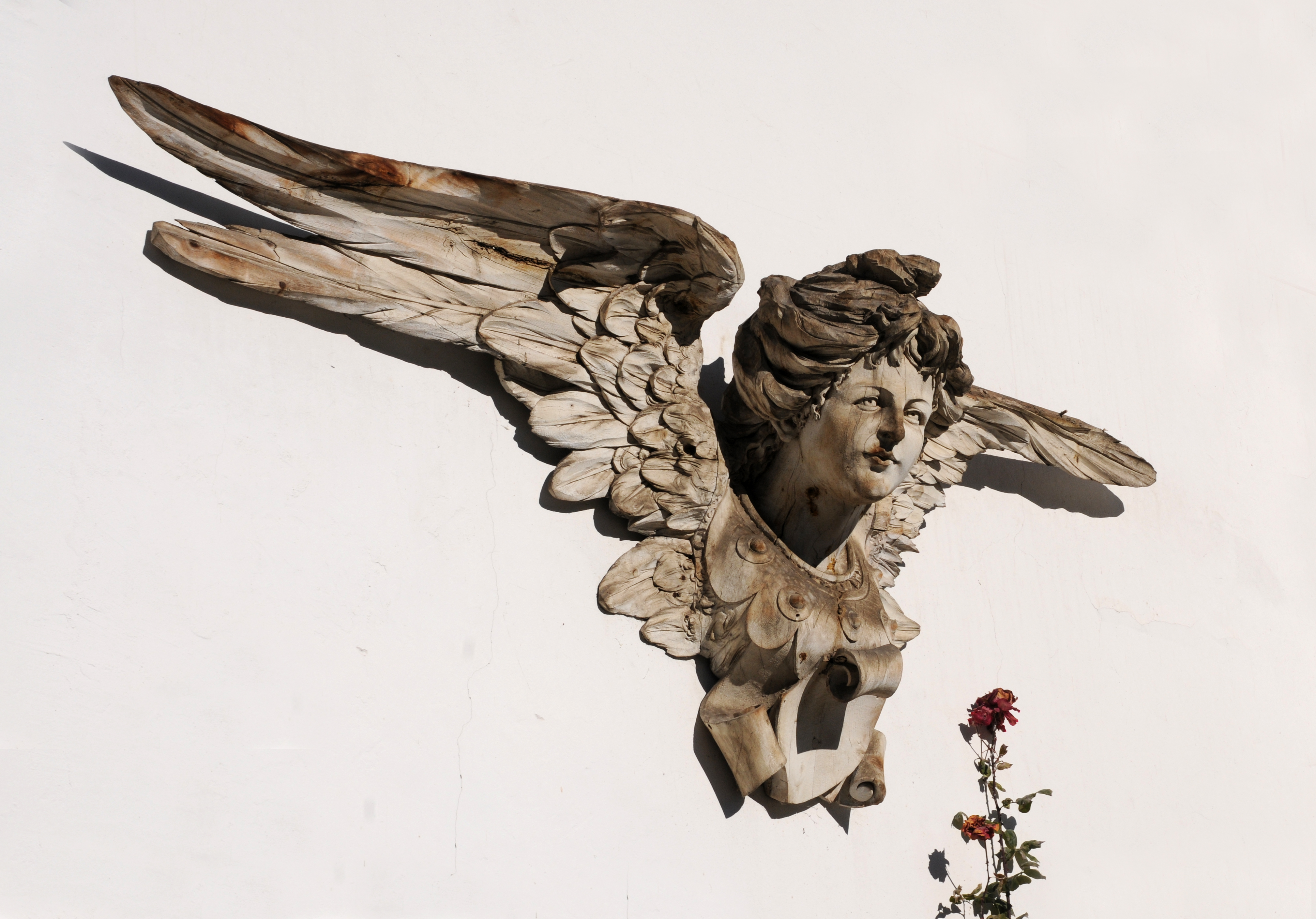
Geschnizter Engel am Haus Scurcia in St. Ulrich
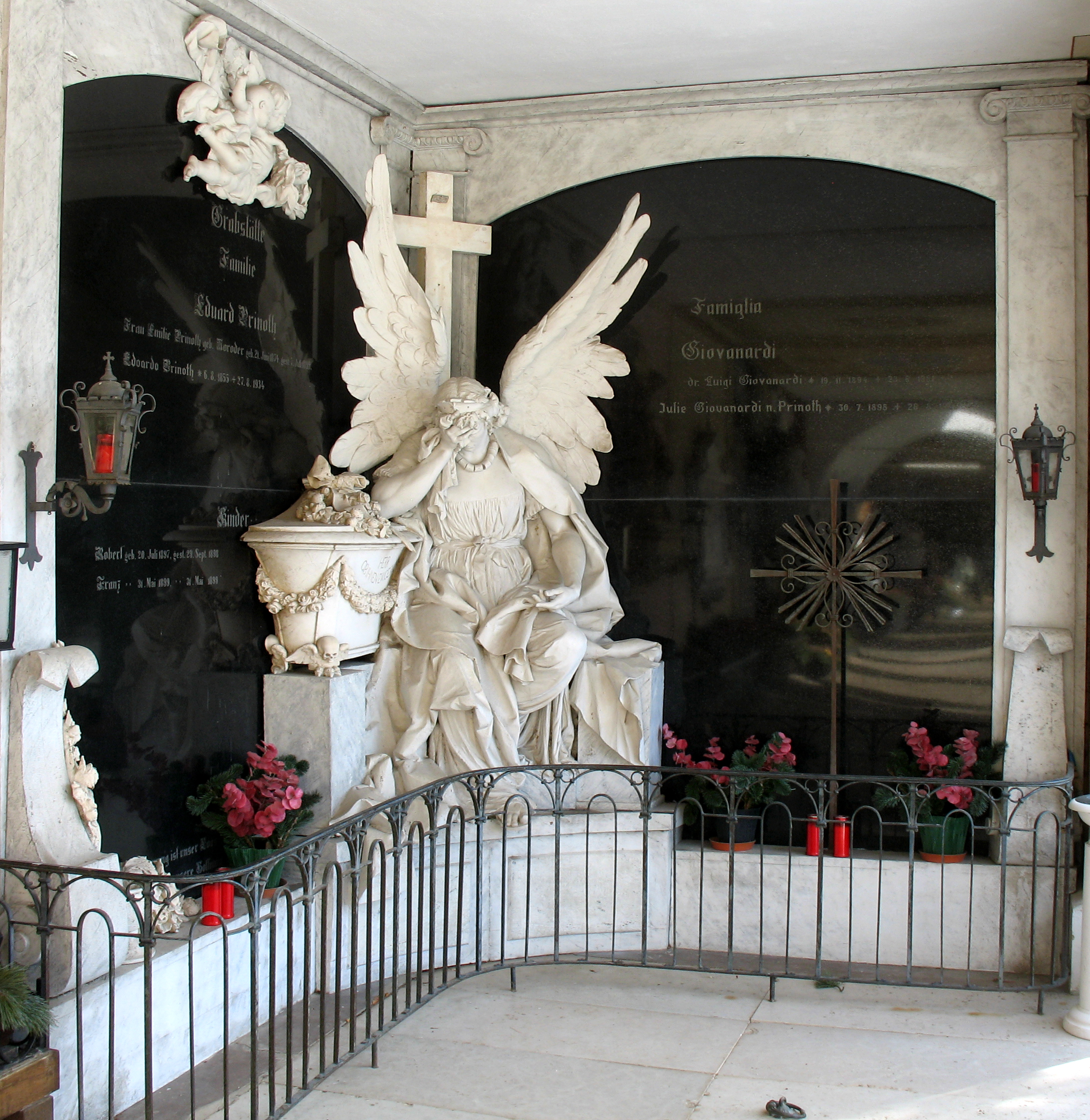
Engel am Grab der Familie Insam-Prinoth im Friedhof von St. Ulrich
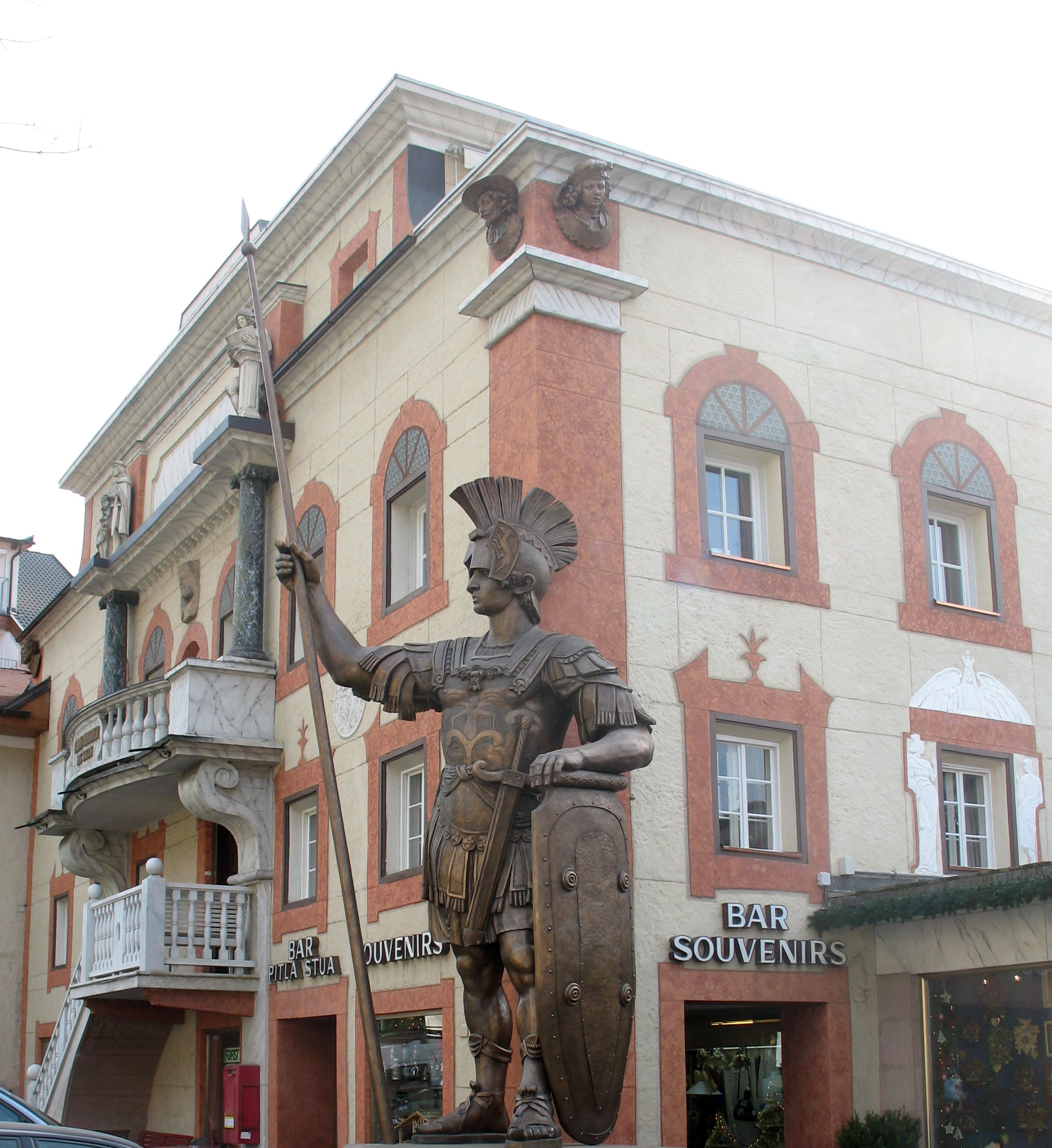
Villa Venezia in St. Ulrich in Gröden
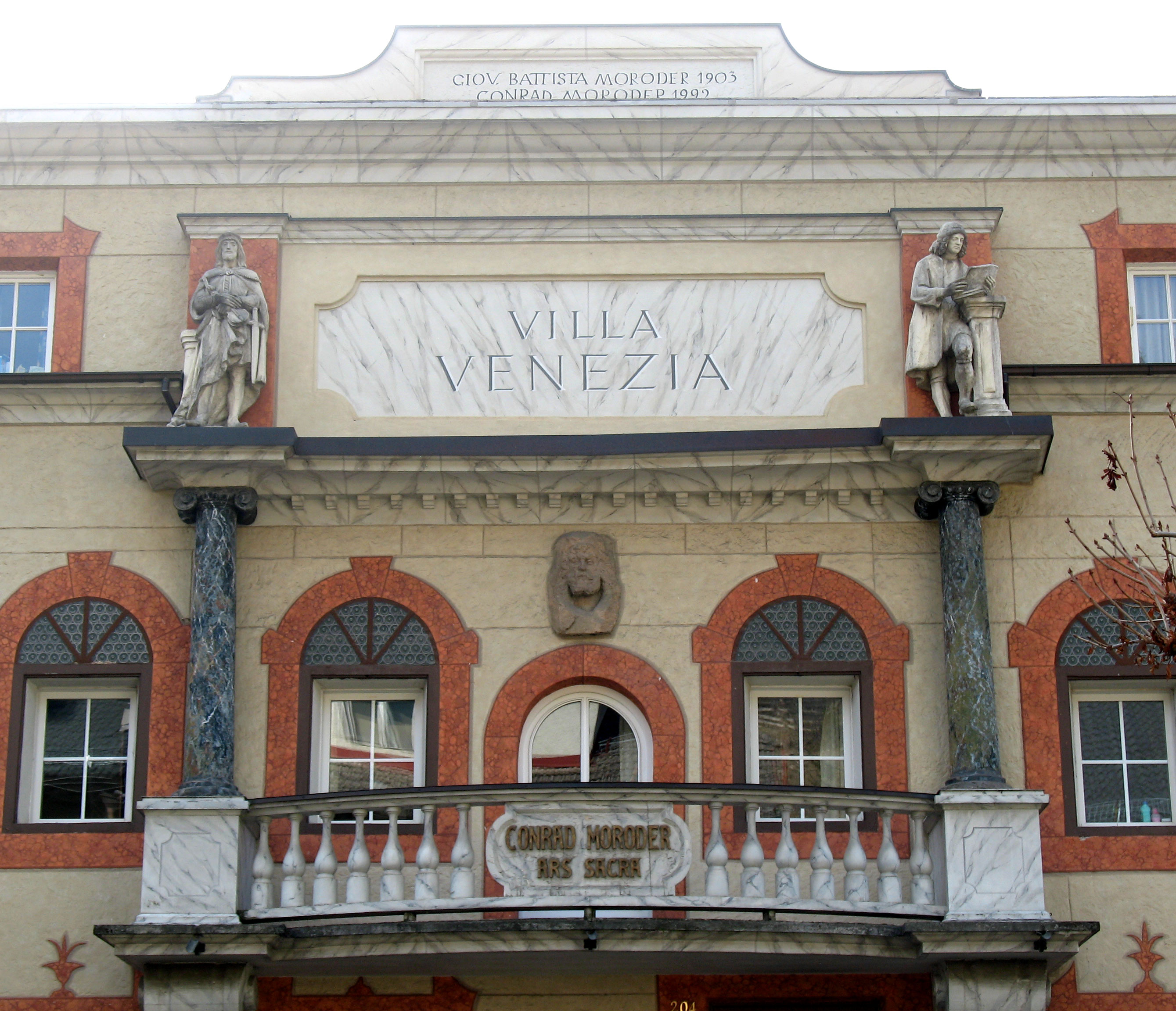
Detail aus der Villa Venezia mit Darstellung der Minnesänger Oswald von Wolkenstein links und Walther von der Vogelweide rechts, in der Mitte Albrecht Dürer
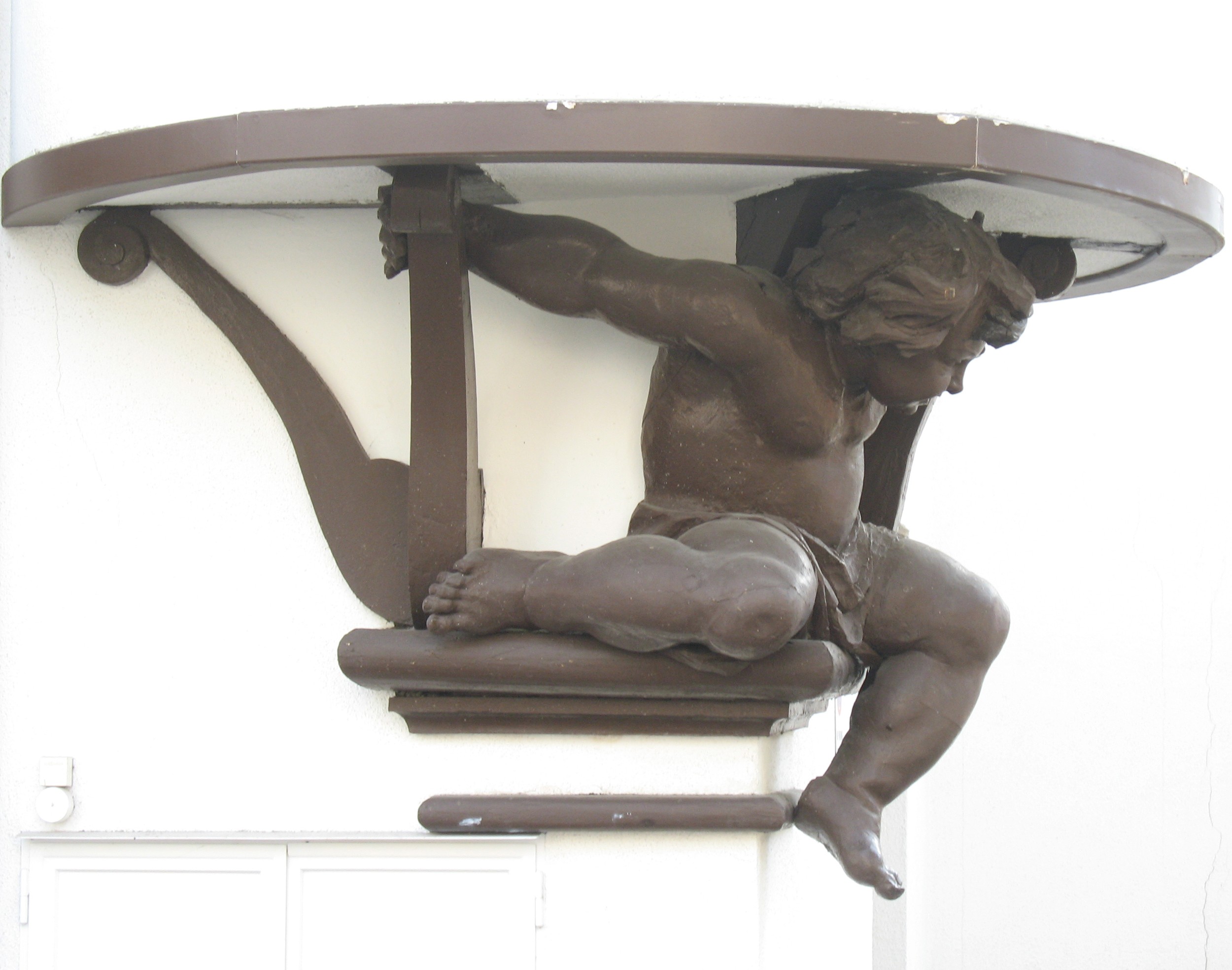
Putto am Hotel Madonna in St. Ulrich
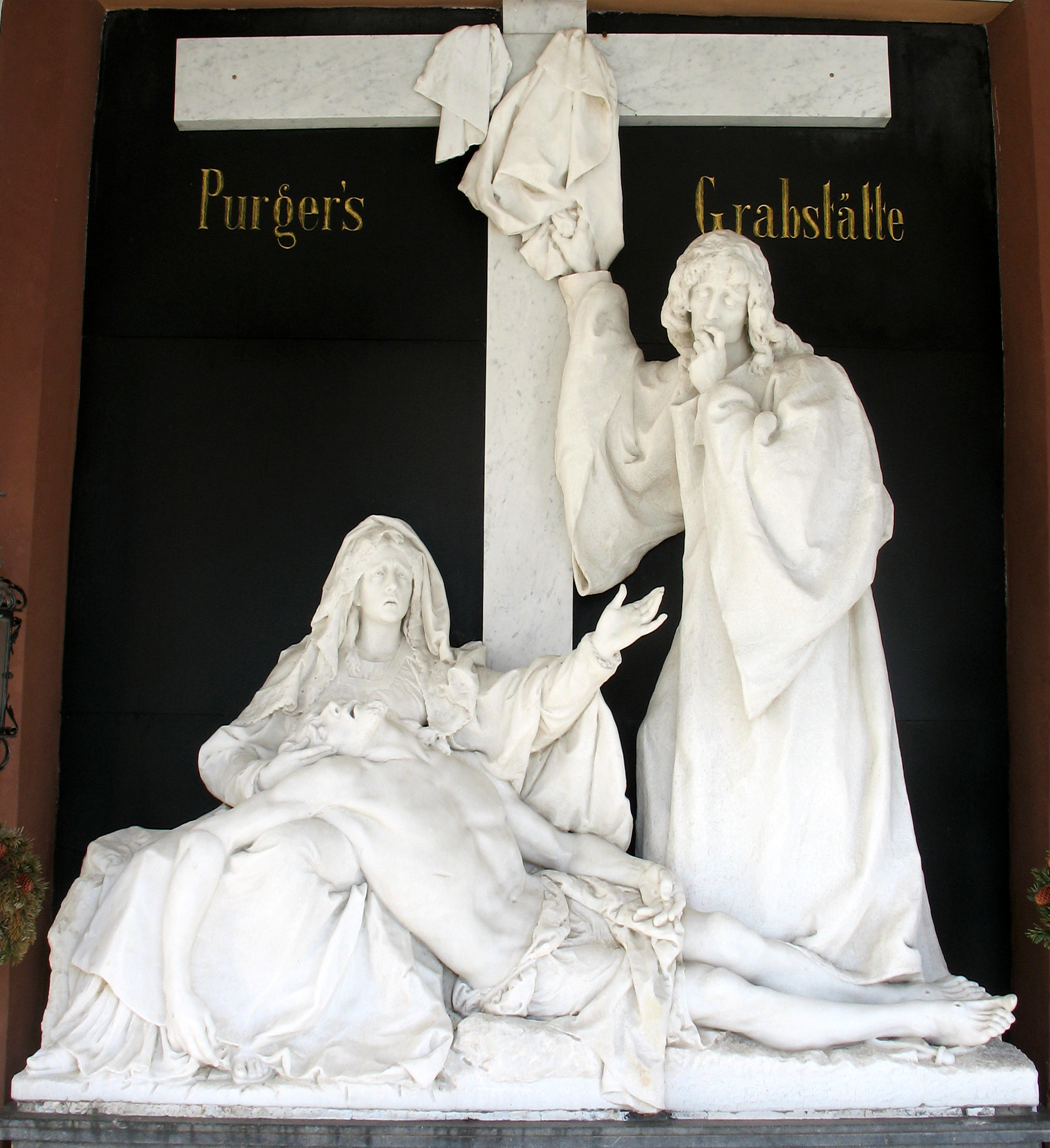
Pietà im Friedhof von St. Ulrich

- Um 1896 schuf er das Lusenberger-Denkmal für seinen damals noch lebenden Vater aus Porphyr (siehe Bild).
- 1896 begann er mit der Projektierung und Bau des eigenen Hauses und Atelier Villa Venezia im venezianischen Stil, die dann 1902–1903 erbaut wurde (siehe Bilder).
- 1900: überlebensgroßer Engel aus Holz als Grabdenkmal der Familie Insam-Prinoth im Friedhof von St. Ulrich (S. Bild).
- 1892: Große Pietà aus Marmor an der Grabstätte der Familie Purger im selben Friedhof (siehe Bild).
- 1904: Gestaltung und Aufstellung der Riesenstatue eines römischen Legionärs an der Villa Venezia.
- 1908: Gestaltung des Hauptaltars der Dreifaltigkeitskirche in Offenburg in Baden mit Hochrelief von überlebensgroßen Figuren aus hellem Savonniéres-Kalkstein.
- 1916: Auftrag durch Feldmarschall Conrad von Hötzendorf von vier großen Skulpturen, darstellend die Heilige Barbara als auch für den Bahn- und Tunnelbau zuständige Schutzpatronin der Bergleute anlässlich des Baus der Grödner Bahn, die Apostel Petrus und Paulus sowie einen Tiroler Adler aus Beton.
- Heilige Dreifaltigkeit an der Empore der Pfarrkirche St. Ulrich.
- Im Museum Gherdëina befinden sich zwei seiner Holzskulpturen: ein Oswald von Wolkenstein zu Pferd – die Reiterfigur diente zur Sammlung von Geldern für den Ersten Weltkrieg – und die Heilige Barbara, die ursprünglich als Monument in St. Ulrich am Eisenbahntunnel der ehemaligen Grödner Bahn stand.